# Viva Piñata (série)
Viva Piñata é uma franquia de jogos eletrônicos criada pela Xbox Game Studios e Rare. O primeiro jogo da série, Viva Piñata (2006), foi concebido como um jogo de jardinagem móvel antes da Rare ser adquirida pela Microsoft. Foi lançado no Xbox 360. Foi lançado ao lado de uma série animada produzida pela 4Kids. O jogo recebeu duas sequências de console: Viva Piñata: Party Animals (2007) e Viva Piñata: Trouble in Paradise (2008), bem como um lançamento portátil, Viva Piñata: Pocket Paradise (2008), para o Nintendo DS.

## Desenvolvimento

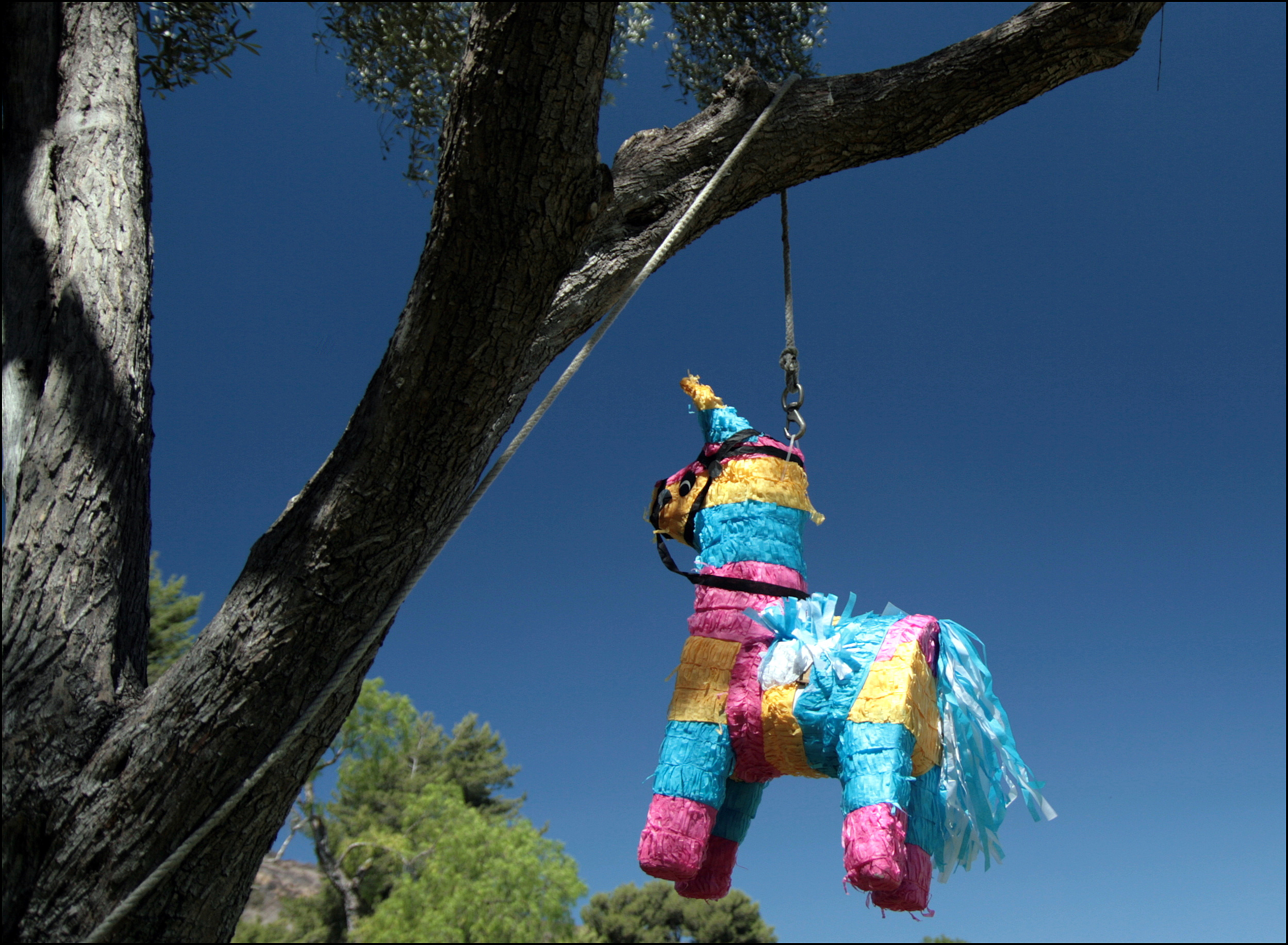
A Rare decidiu que o jogo seria sobre animais e jardinagem antes de adicionar o tema piñata (na foto).

O cofundador da Rare, Tim Stamper, concebeu um jogo de jardinagem para a plataforma Pocket PC portátil por volta de 2002. Uma pequena equipe (três pessoas) começou a trabalhar em um protótipo simples enquanto a Rare ainda era afiliada à Nintendo, antes de sua aquisição pela Microsoft. O desenvolvimento do jogo foi transferido para o Xbox original e, em última análise, para o Xbox 360 por causa de seus recursos gráficos. A Rare queria que seus animais tivessem um estilo unificado, e foi assim que o artista conceitual do jogo chegou ao conceito piñata. A ideia era empolgante para a Rare, já que piñatas não eram comuns na Inglaterra. A conexão entre piñatas e interiores cheios de doces levou a novas direções de jogo.
A equipe Viva Piñata foi um modelo de produtividade e produção regular na Rare e no Xbox Game Studios. Embora em comparação com as equipes de 12 pessoas por trás dos jogos anteriores da Rare, as equipes de desenvolvimento do Xbox 360 da empresa consistiam de 50 a 60 pessoas. A equipe Viva Piñata incluiu cerca de 50 pessoas em seu apogeu. A Microsoft também fez a transição de suas equipes de desenvolvimento para usar o pacote XNA da empresa para otimizar e reduzir a duplicação nos esforços de engenharia. A Microsoft pressionou a equipe de desenvolvimento do Viva Piñata para manter os temas do jogo amigáveis para crianças, já que a empresa-mãe planejou o jogo e a franquia resultante para aumentar o apelo de mercado de seu Xbox 360. Em 2006, um executivo da Microsoft Games considerou o jogo sua franquia mais importante, mas sua recepção foi morna.
Como a Rare lançou o Viva Piñata original para o Xbox 360 em 2006, sua equipe de desenvolvimento o considerou incompleto. Os desenvolvedores cortaram ideias parciais do lançamento para cumprir seus prazos. Gregg Mayles da Rare disse que o jogo vendeu bem e de forma constante no nível das expectativas e Phil Spencer do Xbox acrescentou que o jogo foi considerado um sucesso dentro da empresa. A equipe incorporou o feedback dos jogadores e trabalhou para uma "versão mais definitiva" do original. Mayles deixou a equipe para trabalhar em Banjo-Kazooie: Nuts & Bolts e Justin Cook se tornou o designer principal da equipe. A sequência foi construída sobre o original e os desenvolvedores reutilizaram muitas das ferramentas de desenvolvimento do jogo original. Tanto na sequência quanto no original, a equipe de desenvolvimento se ofereceu para gravar os sons usados nas piñatas. Uma das novas ideias da equipe foi "Piñata Vision", um recurso que detecta cartões impressos por meio da câmera do Xbox para mudar o ambiente do jogo (por exemplo, adicionar piñatas ou alterar o clima). Quase na época do lançamento da sequência, a Rare's Mayles percebeu que a equipe provavelmente não teria ideias de jogo novas o suficiente para justificar uma sequência de Trouble in Paradise, embora Cook tenha dito que trabalharia na interface da loja do jogo se tivesse mais tempo. Os jogos foram posteriormente relançados na compilação de 2015 da Rare Games, Rare Replay, mas o servidor que controlava seus recursos de compartilhamento de piñata havia sido encerrado nessa época.
Entre os lançamentos das duas séries, Krome lançou Viva Piñata: Party Animals. No início de 2007, um executivo da Microsoft Games expressou interesse em continuar a série na plataforma Nintendo DS. Rare tinha tentado fazer Trouble in Paradise apresentar o trabalho com o Pocket Paradise, mas preferiu liberar os jogos no tempo.

## Jogos
| Jogo                             | Metacritic |
| -------------------------------- | ---------- |
| Viva Piñata                      | 84/100     |
| Viva Piñata: Party Animals       | 56/100     |
| Viva Piñata: Trouble in Paradise | 82/100     |
| Viva Piñata: Pocket Paradise     | 82/100     |

- Viva Piñata (2006)
- Viva Piñata: Party Animals (2007)
- Viva Piñata: Trouble in Paradise (2008)
- Viva Piñata: Pocket Paradise (2008)

## Série animada
Viva Piñata foi planejado como uma propriedade intelectual maior. A 4Kids TV concordou em fazer um desenho animado de Viva Piñata antes do jogo ser lançado. A 4Kids selecionou a série entre várias propriedades da Microsoft oferecidas. A 4Kids também cuidou do merchandising da série. O desenho animado está intimamente ligado ao jogo e suas animações são baseadas nos próprios modelos 3D de personagens do jogo. Seus episódios são aprovados por Gregg Mayles da Rare por sua aplicabilidade ao jogo. O desenho animado também foi projetado para dar dicas aos espectadores sobre como interagir com as piñatas do jogo. O enredo da série animada mais tarde influenciou o enredo de Trouble in Paradise.